# ستيف كلاين (موسيقي)
ستيف كلاين (بالإنجليزية: Steve Klein)‏ هو موسيقي ومنتج أسطوانات وكاتب أغاني وشاعر أمريكي، ولد في 30 سبتمبر 1979 في كورال سبرنغز في الولايات المتحدة.

## وصلات خارجية
- ستيف كلاين على موقع IMDb (الإنجليزية)
- ستيف كلاين على موقع ميوزك برينز (الإنجليزية)
- ستيف كلاين على موقع ديسكوغز (الإنجليزية)
- ستيف كلاين على موقع قاعدة بيانات الفيلم (الإنجليزية)